# Vermengung (Statistik)
Vermengung bedeutet in der statistischen Versuchsplanung, dass im Versuch beobachtete Effekte in Wirklichkeit die Summe mehrerer Effekte darstellen und somit in der Auswertung nicht eindeutig interpretierbar sind.
Die Vermengung von Effekten ist eine Folge der Verwendung von Teilfaktorplänen. Wenn Teilfaktorpläne angewendet werden, indem zum Beispiel jede Spalte eines orthogonalen Feldes mit einem Versuchsfaktor belegt wird, werden die Effekte der Versuchsfaktoren zwar nicht miteinander, aber doch mit Wechselwirkungseffekten vermengt vorliegen. 